# Monón
Monón es una casería perteneciente a la parroquia de Santa Coloma, en el concejo de Allande, comarca del Narcea, Principado de Asturias, España.